# USS Shad (SS-235)
USS Shad (SS-235) là một tàu ngầm lớp Gato từng phục vụ cùng Hải quân Hoa Kỳ trong Chiến tranh Thế giới thứ hai. Nó là chiếc tàu chiến thứ hai của Hải quân Hoa Kỳ được đặt cái tên này, theo tên loài cá trích mình dày (cá mòi dầu). Nó đã phục vụ trong suốt Thế chiến II, thực hiện tổng cộng mười một chuyến tuần tra trên cả hai mặt trận Đại Tây Dương và Thái Bình Dương, đánh chìm ba tàu Nhật Bản với tổng tải trọng 6.209 tấn. Được cho ngừng hoạt động sau khi xung đột chấm dứt vào năm 1947, con tàu cuối cùng bị bán để tháo dỡ vào năm 1960. Shad được tặng thưởng sáu Ngôi sao Chiến trận do thành tích phục vụ trong Thế Chiến II.

## Thiết kế và chế tạo
Lớp tàu ngầm Gato được thiết kế cho mục đích một tàu ngầm hạm đội nhằm có tốc độ trên mặt nước cao, tầm hoạt động xa và vũ khí mạnh để tháp tùng hạm đội chiến trận. Con tàu dài 311 ft 9 in (95,02 m) và có trọng lượng choán nước 1.525 tấn Anh (1.549 t) khi nổi và 2.424 tấn Anh (2.463 t) khi lặn. Chúng trang bị động cơ diesel dẫn động máy phát điện để cung cấp điện năng cho bốn động cơ điện, đạt được công suất 5.400 shp (4.000 kW) khi nổi và 2.740 shp (2.040 kW) khi lặn, cho phép đạt tốc độ tối đa 21 hải lý trên giờ (39 km/h) và 9 hải lý trên giờ (17 km/h) tương ứng. Tầm xa hoạt động là 11.000 hải lý (20.000 km) khi đi trên mặt nước ở tốc độ 10 hải lý trên giờ (19 km/h) và có thể hoạt động kéo dài đến 75 ngày và lặn được sâu tối đa 300 ft (90 m).
Lớp tàu ngầm Gato được trang bị mười ống phóng ngư lôi 21 in (530 mm), gồm sáu ống trước mũi và bốn ống phía phía đuôi tàu, chúng mang theo tối đa 24 quả ngư lôi. Vũ khí trên boong tàu gồm một hải pháo 3 inch/50 caliber, và thường được tăng cường một khẩu pháo phòng không Bofors 40 mm nòng đơn và một khẩu đội Oerlikon 20 mm nòng đôi, kèm theo súng máy .50 caliber và .30 caliber. Tiện nghi cho thủy thủ đoàn bao gồm điều hòa không khí, thực phẩm trữ lạnh, máy lọc nước, máy giặt và giường ngủ cho hầu hết mọi người, giúp họ chịu đựng cái nóng nhiệt đới tại Thái Bình Dương cùng những chuyến tuần tra kéo dài đến hai tháng rưỡi.
Shad được đặt lườn tại Xưởng hải quân Portsmouth ở Kittery, Maine vào ngày 24 tháng 10, 1941. Nó được hạ thủy vào ngày 15 tháng 4, 1942, được đỡ đầu bởi cô Priscilla Alden Dudley, và được cho nhập biên chế cùng Hải quân Hoa Kỳ vào ngày 12 tháng 6, 1942 dưới quyền chỉ huy của Hạm trưởng, Thiếu tá Hải quân Edgar J. MacGregor III.

## Lịch sử hoạt động

### Mặt trận Địa Trung Hải và Đại Tây Dương
Sau khi hoàn tất việc chạy thử máy huấn luyện dọc theo bờ biển New England và sửa chữa sau chạy thử máy, Shad gia nhập Hải đội Tàu ngầm 50 và được điều động sang khu vực Địa Trung Hải và tuần tra dọc bờ biển Maroc thuộc Pháp Bắc Phi để hỗ trợ cho Chiến dịch Torch. Sau đó nó đi đến Roseneath, Scotland để sửa chữa và huấn luyện. Chuyến tuần tra tiếp theo được nó cùng Hải đội Tàu ngầm 50 tiến hành trong vịnh Biscay và dọc bờ biển Tây Ban Nha, nơi nó đánh chìm một tàu đánh cá, một xà lan và gây hư hại cho một tàu hộ tống đối phương trước khi quay trở về Roseneath vào ngày 12 tháng 2, 1943 để tái trang bị.
Lên đường cho chuyến tuần tra thứ ba tại vịnh Biscay vào ngày 7 tháng 3, Shad đã gây hư hại cho chiếc tàu vượt phong tỏa Đức Pietro Orseolo, rồi quay trở về Scotland vào ngày 12 tháng 4. Trong các chuyến tuần tra thứ tư tại vùng biển Na Uy và thứ năm trên đường quay trở về Hoa Kỳ đều không phát hiện mục tiêu đối phương nào.

### Mặt trận Thái Bình Dương

#### Chuyến tuần tra thứ sáu
Sau khi được sửa chữa tại Căn cứ Tàu ngầm Hải quân New London ở New London, Connecticut, Shad chuẩn bị để được điều động sang khu vực Mặt trận Thái Bình Dương. Nó lên đường để đi sang quần đảo Hawaii, và đi đến Trân Châu Cảng vào ngày 7 tháng 9, nơi nó được sửa chữa và tiếp tục huấn luyện trong hai tuần trước khi khởi hành vào ngày 28 tháng 9 cho chuyến tuần tra thứ sáu. Nó gia nhập một đội tấn công phối hợp "Bầy sói", là lần đầu tiên thiến thuật này được Hải quân Hoa Kỳ áp dụng, bao gồm các tàu ngầm Cero (SS-225) và Grayback (SS-208), và dưới sự chỉ huy của Đại tá Hải quân Charles Momsen trên chiếc Cero.
Lúc bình minh ngày 22 tháng 10, Shad tấn công một đoàn hai tàu tuần dương và ba tàu hộ tống, phóng mười quả ngư lôi nhắm vào đối thủ trước khi lặn sâu để né tránh sự phản công bằng mìn sâu của đối phương. Đến nữa đêm ngày 27 tháng 10, nó lại tấn công một đoàn tàu vận tải, gây hư hại cho ba tàu vận chuyển và một tàu chở hàng trước khi lặn xuống né tránh đối phương phản công. Kết thúc chuyến tuần tra, nó quay về Trân Châu Cảng ngang qua Midway, và tiếp tục đi về vùng bờ Tây để được đại tu tại San Francisco, California.

#### Chuyến tuần tra thứ bảy
Rời xưởng tàu để đi đến Trân Châu Cảng vào ngày 11 tháng 5, 1944, Shad tiếp tục được bảo trì và huấn luyện trước khi lên đường vào ngày 12 tháng 8 cho chuyến tuần tra thứ bảy ngoài khơi các đảo chính quốc Nhật Bản. Ngoài khơi Honshū vào ngày 30 tháng 8, nó tấn công một tàu buôn lớn được hai tàu tuần tra hộ tống, đánh trúng đích một quả ngư lôi nhưng không thể xác định kết quả vì bị đối phương săn đuổi ráo riết. Đến ngày 16 tháng 9, nó lại bốn bốn quả ngư lôi gây hư hại cho một tàu vận chuyển, và sau đó chịu đựng phản công bằng mìn sâu trong hai giờ. Mãi đến ngày 19 tháng 9, nó mới đánh chìm được mục tiêu đầu tiên là tàu hộ tống Ioshima (900 tấn), nguyên là tàu tuần dương Ning Hai của Trung Quốc, và lẫn tránh được việc truy đuổi của đối phương. Vào ngày 22 tháng 9, nó suýt trúng hai quả ngư lôi, có thể phóng từ một tàu ngầm đối phương, một quả đi dưới mũi tàu và quả kia cách con tàu 20 yd (18 m). Nó kết thúc chuyến tuần tra tại Midway vào ngày 1 tháng 10.

#### Chuyến tuần tra thứ tám và thứ chín
Trong chuyến tuần tra thứ tám, Shad lại tham gia một đội tác chiến "Bầy sói" bao gồm các tàu ngầm Redfish (SS-395) và Thresher (SS-200) để tuần tra tại bờ biển Đông Bắc Đài Loan và trong biển Hoa Đông. Tuy nhiên họ chỉ bắt gặp những mục tiêu nhỏ, và lực lượng quay trở về Trân Châu Cảng vào ngày 5 tháng 1, 1945.
Sau khi nghỉ ngơi và sửa chữa, Shad rời Trân Châu Cảng vào ngày 31 tháng 1 cho chuyến tuần tra thứ chín. Nó tiếp thêm nhiên liệu tại Saipan vào ngày 12 tháng 2, rồi cùng với các tàu ngầm Peto (SS-265) và Thresher hình thành nên một đội "Bầy sói" để tuần tra tại khu vực eo biển Luzon. Những dịp gặp gỡ mục tiêu tiềm năng của nó đều không thể chuyển sang tấn công do bị máy bay tuần tra hay tàu hộ tống đối phương ngăn chặn. Đến ngày 5 tháng 3, nó lại suýt trở thành mục tiêu của ngư lôi đối phương, khi ba quả băng ngang qua ngay trước mũi tàu. Con tàu quay trở về Apra Harbor, Guam vào ngày 30 tháng 3 để kết thúc chuyến tuần tra.

#### Chuyến tuần tra thứ mười
Trong chuyến tuần tra thứ mười, Shad gia nhập "Bầy sói" bao gồm Balao (SS-285), Dragonet (SS-293) và Spikefish (SS-404) để tuần tra tại khu vực Hoàng Hải và biển Hoa Đông. Trong đêm 17 tháng 5, nó bắt gặp một tàu chở hàng lớn được hai tàu hộ tống bảo vệ; nó phóng ba quả ngư lôi và đánh chìm được chiếc Chosan Maru (3.939 tấn). Các tàu hộ tống nỗ lực truy đuổi nhưng chiếc tàu ngầm đã đi thoát được. Đến ngày 7 tháng 6, nó tiêu diệt một thuyền buồm bằng hải pháo, rồi đến cuối ngày hôm đó tiếp tục đánh chìm được tàu chở hàng Azusa Maru (1.370 tấn). Do tiêu phí hết số ngư lôi mang theo, nó buộc phải quay trở về Midway để tái trang bị.

#### Chuyến tuần tra thứ mười một
Rời Midway vào ngày 11 tháng 7 cho chuyến tuần tra thứ mười một, Shad làm nhiệm vụ tìm kiếm và giải cứu phục vụ cho các chiến dịch ném bom ngoài khơi đảo Marcus. Sau khi Nhật Bản chấp nhận đầu hàng vào ngày 15 tháng 8, giúp chấm dứt vĩnh viễn cuộc xung đột, nó quay trở về Midway vào ngày 22 tháng 8, và sau khi được sửa chữa, nó quay trở về vùng bờ Đông Hoa Kỳ, đi đến New Orleans, Louisiana vào ngày 20 tháng 9.
Shad được cho xuất biên chế vào ngày 24 tháng 4, 1946. Nó được đưa về hoạt động như tàu huấn luyện cho Quân khu Hải quân 1 tại Beverly, Massachusetts, rồi chuyển đến Salem, Massachusetts từ năm 1948. Tên nó được cho rút khỏi danh sách Đăng bạ Hải quân vào ngày 1 tháng 4, 1960, và con tàu bị bán cho hãng Luria Brothers, Inc. tại Kearney, New Jersey để tháo dỡ vào ngày 21 tháng 6, 1960.

## Phần thưởng
Shad được tặng thưởng sáu Ngôi sao Chiến trận do thành tích phục vụ trong Thế Chiến II. Nó được ghi công đã đánh chìm ba tàu Nhật Bản với tổng tải trọng 6.209 tấn.
|  |                           |  |
|  | Silver star · Bronze star |  |

| Dãi băng Hoạt động Tác chiến  |                                                                         |                                      |
| Huân chương Chiến dịch Hoa Kỳ | Huân chương Chiến dịch Châu Á-Thái Bình Dương với 6 Ngôi sao Chiến trận | Huân chương Chiến thắng Thế Chiến II |